# 空燃比
空燃比（Air-fuel ratio，简称AFR）是指在内燃机中，空气与燃料的质量比。如果它恰好等于能使得燃料完全燃烧的化学计量比，则称为化学计量空燃比。空燃比是减少排放和提高内燃机性能的一个非常重要的参数。

## 概要
理论上来讲，以化学计量空燃比混合的空气可以和燃料可以正好完全燃烧完毕。但这实际上无可能发生。因为实际的缸内燃烧过程极短，以6000转/分的发动机来说，可能只有
4-5毫秒（从电火花点火到空气、燃料完全混合即曲轴转角转过约80°时）。
汽车的主要尾气净化装置觸媒轉換器被设计工作在空燃比接近化学计量空燃比的状况下，只有在此范围内尾气才能得到最大限度的净化。
然而，如果在高负荷状态下使用化学计量空燃比，其高温导致混合气爆炸（即爆震现象），产生的高温高压将可能使发动机部件严重损毁。以此实际上化学计量空燃比只用在低负荷状况下。在需要大扭矩（高负荷以及起步加速阶段）的情况下，则使用浓混合气（较低的空燃比），以降低燃烧温度（虽然这样效率和排放净化效果较差），防止爆震和汽缸头过热。

## 相关术语

### 混合比
混合比是最常见的一个概述性的词语，用来大概描述燃料和空气混合的比例这一概念。

### 空燃比（AFR）
在内燃机中，空燃比是关于混合比最常见的说法。
{\displaystyle AFR={\frac {m_{air}}{m_{fuel}}}}
即燃烧此时空气与燃料的质量比。
汽油的化学计量空燃比大约为14.7，柴油大约为14.3。

### 燃空比（FAR）
燃空比这一术语多用于燃气轮机工业。
{\displaystyle FAR={\frac {1}{AFR}}}

### 过量空气系数
过量空气系数（λ）是指实际空燃比与化学计量空燃比的比值。即λ=1时为化学计量空燃比，λ<1时为浓混合气，λ>1时为稀混合气。在知道化学计量空燃比的情况下，过量空气系数和空燃比两者可以互相换算：
{\displaystyle \lambda ={\frac {AFR}{AFR_{stoich}}}}
实际上，由于燃料的组分甚至燃料的种类会改变，即化学计量空燃比会变化，所以过量空气系数这一相对数值比空燃比这一绝对数值有意义。
大多数空燃比测量设备实际是通过测量剩余的氧气（稀混合气）或剩余的未燃烃类（浓混合气）来推算空燃比的。

### 当量比
当量比为燃料与氧化剂（通常为氧气）的质量或摩尔的比值，比上相应的化学计量比。
{\displaystyle \phi ={\frac {\mbox{fuel-to-oxidizer ratio}}{({\mbox{fuel-to-oxidizer ratio}})_{st}}}={\frac {m_{fuel}/m_{ox}}{(m_{fuel}/m_{ox})_{st}}}={\frac {n_{fuel}/n_{ox}}{(n_{fuel}/n_{ox})_{st}}}}
当量比为过量空气系数的倒数。